# Антагонист

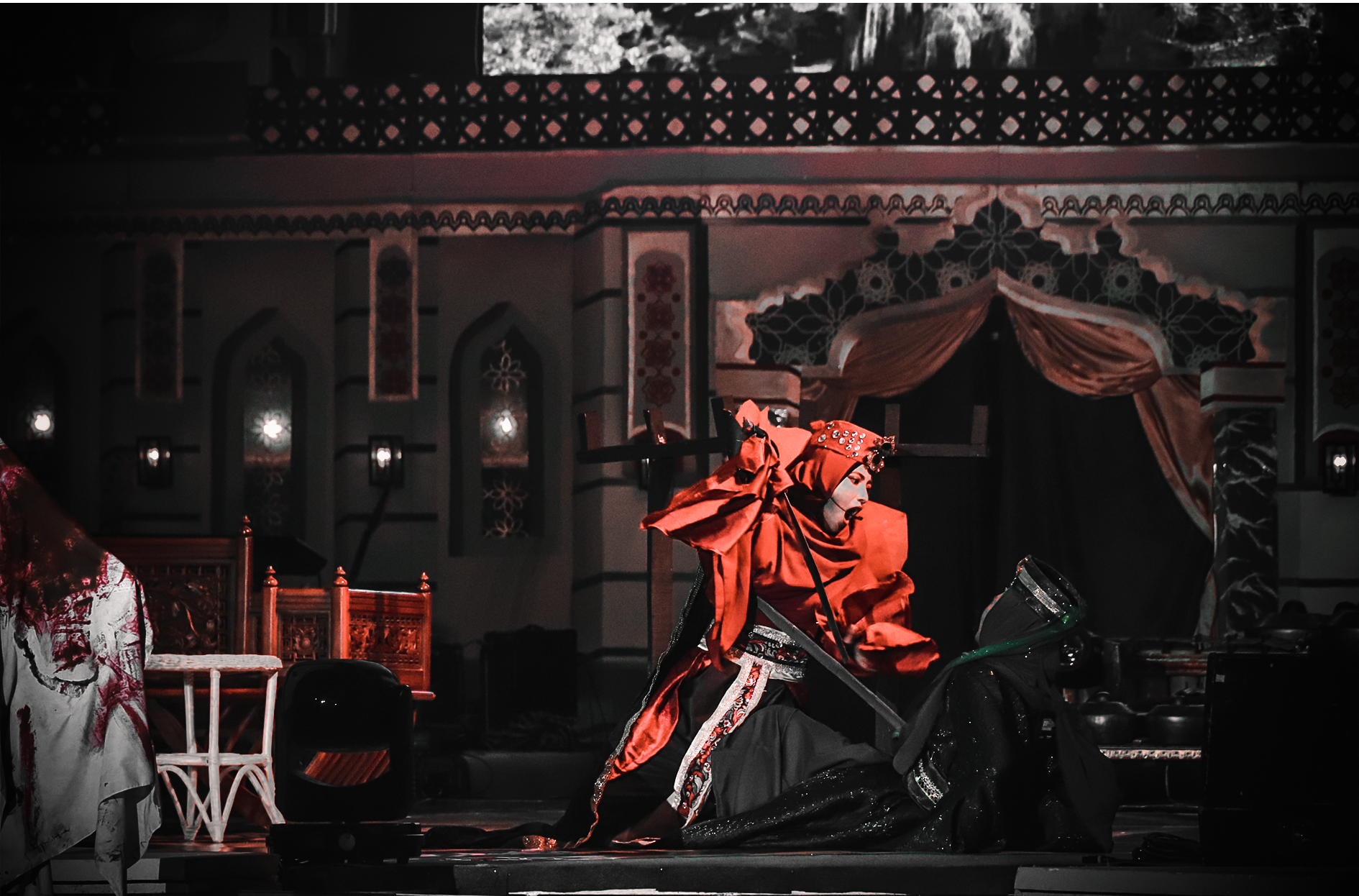
Драма с антагонистом

Антагони́ст (от др.-греч. ἀνταγωνιστής «соперник, противник» ← ἀντί «против» + ἀγωνίζομαι «биться, сражаться», ἀγωνιστής «борец») — в художественном произведении: персонаж, противодействующий главному герою (протагонисту) на пути к достижению его целей. Противостояние антагонист-протагонист является одной из возможных движущих сил центрального конфликта произведения. Действия антагониста не только создают препятствия, которые протагонист должен преодолевать, но и могут служить причиной развития характера протагониста. Возможно и существование сюжета без антагониста.
Как антагонист может выступать не единичный персонаж, а группа персонажей (семья, организация и т. п.) или неперсонифицированная сила — природный катаклизм, общественный строй. Возможно расширительное определение антагониста, включающее в себя не только внешние по отношению к протагонисту силы, но также и общие моральные принципы или его собственные черты характера. Возможна и более узкая трактовка понятия, когда в противостоящей герою группе персонажей как антагонист рассматривается только один, «самый главный» злодей произведения.
В классической литературе, прежде всего в древнегреческой трагедии, обычно главный герой (протагонист) выступает как положительный персонаж, носитель добра, а антагонист является отрицательным персонажем, злодеем. Однако «отрицательность» антагониста может быть сглажена — так, в «Ромео и Джульетте» выступающие антагонистами героев родители и члены семей не столько злодеи, сколько упрямствующие в своих заблуждениях забияки и глупцы; однако и в этом случае фигура антагониста вызывает неодобрение автора. Соотношение «протагонист добродетельнее антагониста» может и полностью нарушаться, например, в шекспировском «Макбете» против главного героя выступает более добродетельный Макдуф. Возможен и сюжет, в котором протагонист и антагонист — равновеликие друг другу герои (Ахилл и Гектор в гомеровской Илиаде).
Фигура антагониста в разных жанрах несёт свои характерные особенности. Так, в комедии обычно именно антагонист вовлекает героя в комические ситуации; в триллере и хорроре с антагонистом связываются наиболее яркие и натуралистичные сцены схваток, насилия и смерти, в какой-то степени именно изображение антагониста как олицетворения сил зла может быть основной художественной задачей жанра; для вестерна характерно некоторое сближение между протагонистом и антагонистом, сходство в образе действия и методах; в женском любовном романе антагонистка, как правило, старше и опытнее героини, она провоцирует героиню нарушать запреты и ставит перед ней «трудные задачи», способствуя женской инициации героини.
Антагониста не следует путать с антигероем — протагонистом, лишённым героических черт или наделённым отрицательными качествами.